# 三亚市第二中学
三亚市第二中学，位于海南省三亚市解放路426号，为全日制公立中学。

## 沿革
1963年，崖县红旗小学建立，它是三亚市第二中学的前身。后来学校更名为“三亚中学”，现用名“三亚市第二中学”。

## 学校文化

### 理念
办有灵魂的学校，育有思想的学生

### 特色
三亚市第二中学除了完成中华人民共和国教育部规定的课程之外，还开了特色课程，如：“体育与健康”、“艺术”、“技术”。